# Шепи (Марна)
Шепи (фр. Chepy) насеље је и општина у североисточној Француској у региону Шампањ-Арден, у департману Марна која припада префектури Шалонс ан Шампањ.
По подацима из 2011. године у општини је живело 417 становника, а густина насељености је износила 48,04 становника/km². Општина се простире на површини од 8,68 km². Налази се на средњој надморској висини од 85 метара.

## Демографија
| 1962. | 1968. | 1975. | 1982. | 1990. | 1999. | 2011. |
| ----- | ----- | ----- | ----- | ----- | ----- | ----- |
| 243   | 248   | 296   | 348   | 351   | 337   | 417   |

График промене броја становника у току последњих година